# Rosthuvad tangara
Rosthuvad tangara (Tangara gyrola) är en fågel i familjen tangaror inom ordningen tättingar.

## Utseende
Rosthuvad tangara är en mycket praktfull tangara med mestadels grön kropp och rödaktigt huvud. Hos vissa bestånd är undersidan elektriskt blå, medan andra är helgröna undertill. Arten liknar rostvingad tangara, men har alltid gröna vingar.

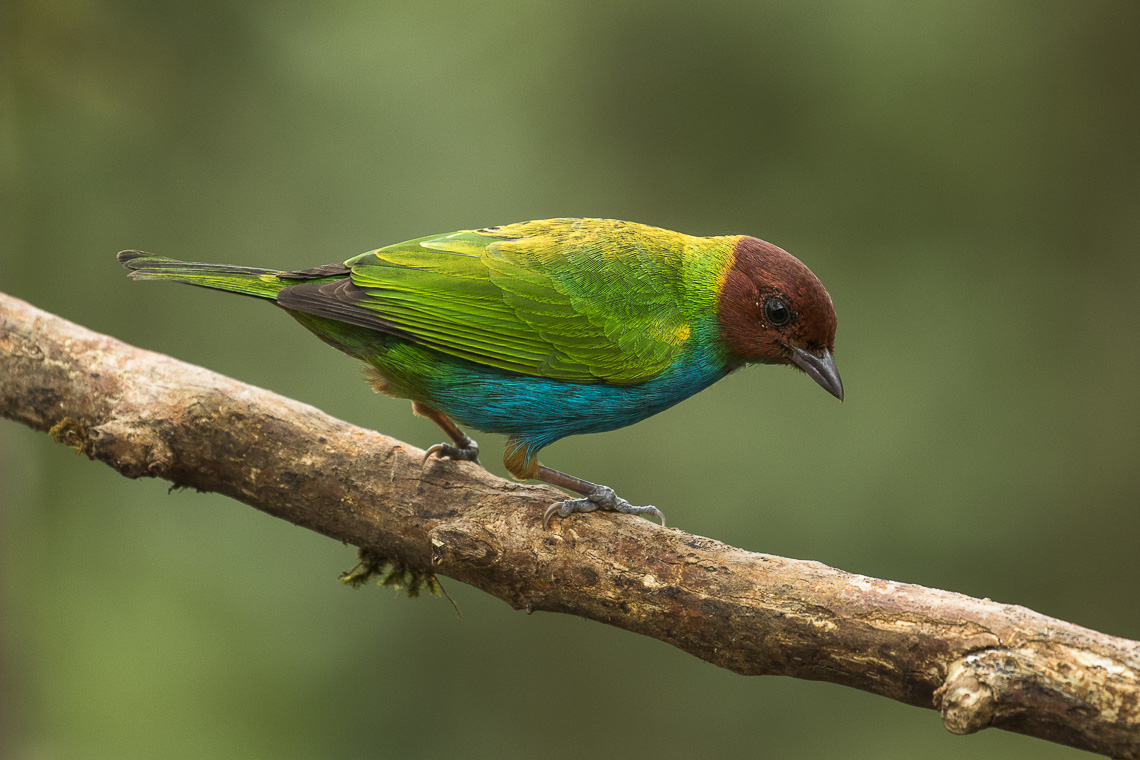

## Utbredning och systematik
Rosthuvad  tangara delas in i nio underarter i tre grupper med följande utbredning:
- albertinae-gruppen
  - Tangara gyrola bangsi – tropiska och subtropiska Costa Rica och västra Panama
  - Tangara gyrola deleticia – Panama (Darién) och västra Colombia
  - Tangara gyrola nupera – sydvästligaste Colombia (Nariño) och västra Ecuador
  - Tangara gyrola catharinae – östra Anderna från Colombia till centrala Bolivia
  - Tangara gyrola parva – sydöstra Colombia till södra Venezuela, nordöstra Peru och nordvästra Brasilien
  - Tangara gyrola albertinae – Brasilien söder om Amazonområdet (Rio Purus till Pará, norra Mato Grosso)
- viridissima/toddi-gruppen
  - Tangara gyrola toddi – bergstrakter i norra Colombia och nordvästra Venezuela
  - Tangara gyrola viridissima – kustnära områden i nordöstra Venezuela samt på Trinidad
- Tangara gyrola gyrola – södra Venezuela till Guyana och norra Brasilien

## Levnadssätt
Rosthuvad tangara hittas i skog och skogsbryn. Där ses den ofta i artblandade flockar från medelhög högt upp till trädtaket. Den lever av frukt.

## Status och hot
Arten har ett stort utbredningsområde, men tros minska i antal, dock inte tillräckligt kraftigt för att den ska betraktas som hotad. Internationella naturvårdsunionen IUCN listar arten som livskraftig (LC). Beståndet uppskattas till i storleksordningen fem till 50 miljoner vuxna individer.